# Puchar Świata w short tracku 2023/2024
Puchar Świata w short tracku 2023/2024 to 26. edycja zawodów w tej dyscyplinie. Zawodnicy wystartowali łącznie w sześciu zawodach cyklu. Rywalizacja rozpoczęła się 20 października 2023 r. w kanadyjskim Montrealu, a zakończyła 18 lutego 2024 r. w Gdańsku.

## Kalendarz Pucharu Świata

### Kobiety
| Lp.   | Miejscowość | Data          | Konkurencja                              | 1. miejsce                                                                         | 2. miejsce                                                                              | 3. miejsce                                                                                 |
| ----- | ----------- | ------------- | ---------------------------------------- | ---------------------------------------------------------------------------------- | --------------------------------------------------------------------------------------- | ------------------------------------------------------------------------------------------ |
| 1. PŚ | Montreal    | 21.10.2023    | 1500 m                                   | Hanne Desmet                                                                       | Kim Gil-li                                                                              | Corinne Stoddard                                                                           |
| 1. PŚ | Montreal    | 21.10.2023    | 1000 m (1)                               | Kristen Santos-Griswold                                                            | Lee So-yeon                                                                             | Seo Whi-min                                                                                |
| 1. PŚ | Montreal    | 22.10.2023    | 500 m                                    | Xandra Velzeboer                                                                   | Selma Poutsma                                                                           | Martina Valcepina                                                                          |
| 1. PŚ | Montreal    | 22.10.2023    | 1000 m (2)                               | Kim Gil-li                                                                         | Hanne Desmet                                                                            | Kristen Santos-Griswold                                                                    |
| 1. PŚ | Montreal    | 22.10.2023    | 3000 m drużynowo                         | Kanada Danaé Blais · Florence Brunelle · Courtney Sarault · Renée Marie Steenge    | Stany Zjednoczone Eunice Lee · Julie Letai · Kristen Santos-Griswold · Corinne Stoddard | Holandia Selma Poutsma · Yara van Kerkhof · Michelle Velzeboer · Xandra Velzeboer          |
| 2. PŚ | Montreal    | 28.10.2023    | 1500 m (1)                               | Kim Gil-li                                                                         | Kristen Santos-Griswold                                                                 | Danaé Blais                                                                                |
| 2. PŚ | Montreal    | 28.10.2023    | 500 m                                    | Rikki Doak                                                                         | Selma Poutsma                                                                           | Martina Valcepina                                                                          |
| 2. PŚ | Montreal    | 29.10.2023    | 1500 m (2)                               | Hanne Desmet                                                                       | Kim Gil-li                                                                              | Kristen Santos-Griswold                                                                    |
| 2. PŚ | Montreal    | 29.10.2023    | 1000 m                                   | Seo Whi-min                                                                        | Danaé Blais                                                                             | Park Ji-yun                                                                                |
| 2. PŚ | Montreal    | 29.10.2023    | 3000 m drużynowo                         | Holandia Selma Poutsma · Yara van Kerkhof · Michelle Velzeboer · Xandra Velzeboer  | Korea Południowa Kim Gil-li · Park Ji-won · Seo Whi-min · Shim Suk-hee                  | Stany Zjednoczone Eunice Lee · Julie Letai · Kristen Santos-Griswold · Corinne Stoddard    |
|       | Laval       | 04–05.11.2023 | 3. Mistrzostwa Czterech Kontynentów 2024 | 3. Mistrzostwa Czterech Kontynentów 2024                                           | 3. Mistrzostwa Czterech Kontynentów 2024                                                | 3. Mistrzostwa Czterech Kontynentów 2024                                                   |
| 3. PŚ | Pekin       | 09.12.2023    | 1500 m                                   | Kim Gil-li                                                                         | Gong Li                                                                                 | Xandra Velzeboer                                                                           |
| 3. PŚ | Pekin       | 09.12.2023    | 500 m (1)                                | Kristen Santos-Griswold                                                            | Fan Kexin                                                                               | Wang Ye                                                                                    |
| 3. PŚ | Pekin       | 10.12.2023    | 1000 m                                   | Kristen Santos-Griswold                                                            | Corinne Stoddard                                                                        | Gong Li                                                                                    |
| 3. PŚ | Pekin       | 10.12.2023    | 500 m (2)                                | Xandra Velzeboer                                                                   | Selma Poutsma                                                                           | Fan Kexin                                                                                  |
| 3. PŚ | Pekin       | 10.12.2023    | 3000 m drużynowo                         | Holandia Selma Poutsma · Yara van Kerkhof · Michelle Velzeboer · Xandra Velzeboer  | Korea Południowa Kim Gil-li · Lee So-yeon · Park Ji-yun · Shim Suk-hee                  | Polska Ada Majewska · Nikola Mazur · Kamila Stormowska · Gabriela Topolska                 |
| 4. PŚ | Seul        | 16.12.2023    | 1500 m (1)                               | Kim Gil-li                                                                         | Corinne Stoddard                                                                        | Gong Li                                                                                    |
| 4. PŚ | Seul        | 16.12.2023    | 1000 m                                   | Hanne Desmet                                                                       | Kristen Santos-Griswold                                                                 | Xandra Velzeboer                                                                           |
| 4. PŚ | Seul        | 17.12.2023    | 1500 m (2)                               | Kim Gil-li                                                                         | Kristen Santos-Griswold                                                                 | Hanne Desmet                                                                               |
| 4. PŚ | Seul        | 17.12.2023    | 500 m                                    | Xandra Velzeboer Selma Poutsma                                                     | —                                                                                       | Wang Ye                                                                                    |
| 4. PŚ | Seul        | 17.12.2023    | 3000 m drużynowo                         | Holandia Selma Poutsma · Yara van Kerkhof · Diede van Oorschot · Xandra Velzeboer  | Korea Południowa Kim Gil-li · Lee So-yeon · Seo Whi-min · Shim Suk-hee                  | Chiny Fan Kexin · Gong Li · Qu Chunyu · Zang Yize                                          |
|       | Gdańsk      | 12–14.01.2024 | 27. Mistrzostwa Europy 2024              | 27. Mistrzostwa Europy 2024                                                        | 27. Mistrzostwa Europy 2024                                                             | 27. Mistrzostwa Europy 2024                                                                |
| 5. PŚ | Drezno      | 10.02.2024    | 1500 m                                   | Hanne Desmet                                                                       | Kristen Santos-Griswold                                                                 | Suzanne Schulting                                                                          |
| 5. PŚ | Drezno      | 10.02.2024    | 1000 m (1)                               | Kim Gil-li                                                                         | Xandra Velzeboer                                                                        | Kamila Stormowska                                                                          |
| 5. PŚ | Drezno      | 11.02.2024    | 500 m                                    | Xandra Velzeboer                                                                   | Wang Ye                                                                                 | Kamila Stormowska                                                                          |
| 5. PŚ | Drezno      | 11.02.2024    | 1000 m (2)                               | Kim Gil-li                                                                         | Suzanne Schulting                                                                       | Corinne Stoddard                                                                           |
| 5. PŚ | Drezno      | 11.02.2024    | 3000 m drużynowo                         | Holandia Selma Poutsma · Suzanne Schulting · Yara van Kerkhof · Xandra Velzeboer   | Kanada Danaé Blais · Kim Boutin · Claudia Gagnon · Courtney Sarault                     | Stany Zjednoczone Eunice Lee · Julie Letai · Kristen Santos-Griswold · Corinne Stoddard    |
| 6. PŚ | Gdańsk      | 17.02.2024    | 1500 m                                   | Kristen Santos-Griswold                                                            | Suzanne Schulting                                                                       | Corinne Stoddard                                                                           |
| 6. PŚ | Gdańsk      | 17.02.2024    | 500 m (1)                                | Selma Poutsma                                                                      | Hanne Desmet                                                                            | Kim Boutin                                                                                 |
| 6. PŚ | Gdańsk      | 18.02.2024    | 1000 m                                   | Kristen Santos-Griswold                                                            | Kim Gil-li                                                                              | Corinne Stoddard                                                                           |
| 6. PŚ | Gdańsk      | 18.02.2024    | 500 m (2)                                | Xandra Velzeboer                                                                   | Selma Poutsma                                                                           | Shim Suk-hee                                                                               |
| 6. PŚ | Gdańsk      | 18.02.2024    | 3000 m drużynowo                         | Holandia Selma Poutsma · Suzanne Schulting · Michelle Velzeboer · Xandra Velzeboer | Korea Południowa Kim Gil-li · Lee So-yeon · Seo Whi-min · Shim Suk-hee                  | Stany Zjednoczone Julie Letai · Kristen Santos-Griswold · Corinne Stoddard · Una Willhoite |
|       | Rotterdam   | 15–17.03.2024 | 49. Mistrzostwa Świata 2024              | 49. Mistrzostwa Świata 2024                                                        | 49. Mistrzostwa Świata 2024                                                             | 49. Mistrzostwa Świata 2024                                                                |

#### Klasyfikacje
| Lp. | Zawodniczka             | Punkty |
| --- | ----------------------- | ------ |
| 1.  | Kim Gil-li              | 1211   |
| 2.  | Kristen Santos-Griswold | 1180   |
| 3.  | Xandra Velzeboer        | 1085   |
| 4.  | Hanne Desmet            | 999    |
| 5.  | Corinne Stoddard        | 791    |
| 6.  | Selma Poutsma           | 743    |
| 7.  | Shim Suk-hee            | 577    |
| 8.  | Seo Whi-min             | 553    |
| 9.  | Courtney Sarault        | 526    |
| 10. | Danaé Blais             | 487    |

| Lp. | Państwo           | Punkty |
| --- | ----------------- | ------ |
| 1.  | Holandia          | 400    |
| 2.  | Korea Południowa  | 320    |
| 3.  | Kanada            | 300    |
| 4.  | Stany Zjednoczone | 290    |
| 5.  | Chiny             | 214    |
| 6.  | Polska            | 196    |
| 7.  | Włochy            | 184    |
| 8.  | Węgry             | 168    |
| 9.  | Japonia           | 162    |
| 10. | Kazachstan        | 140    |

| Lp. | Zawodniczka        | Punkty |
| --- | ------------------ | ------ |
| 1.  | Xandra Velzeboer   | 650    |
| 2.  | Selma Poutsma      | 610    |
| 3.  | Wang Ye            | 383    |
| 4.  | Fan Kexin          | 308    |
| 5.  | Michelle Velzeboer | 279    |
| 6.  | Park Ji-won        | 244    |
| 7.  | Rikki Doak         | 225    |
| 8.  | Martina Valcepina  | 224    |
| 9.  | Kamila Stormowska  | 196    |
| 10. | Wang Xinran        | 196    |

| Lp. | Zawodniczka             | Punkty |
| --- | ----------------------- | ------ |
| 1.  | Kristen Santos-Griswold | 585    |
| 2.  | Kim Gil-li              | 540    |
| 3.  | Corinne Stoddard        | 372    |
| 4.  | Hanne Desmet            | 355    |
| 5.  | Seo Whi-min             | 283    |
| 6.  | Kamila Stormowska       | 256    |
| 7.  | Lee So-yeon             | 252    |
| 8.  | Park Ji-yun             | 235    |
| 9.  | Claudia Gagnon          | 230    |
| 10. | Courtney Sarault        | 213    |

| Lp. | Zawodniczka             | Punkty |
| --- | ----------------------- | ------ |
| 1.  | Kim Gil-li              | 655    |
| 2.  | Hanne Desmet            | 504    |
| 3.  | Kristen Santos-Griswold | 495    |
| 4.  | Corinne Stoddard        | 419    |
| 5.  | Shim Suk-hee            | 379    |
| 6.  | Gong Li                 | 291    |
| 7.  | Danaé Blais             | 259    |
| 8.  | Xandra Velzeboer        | 225    |
| 9.  | Courtney Sarault        | 191    |
| 10. | Claudia Gagnon          | 186    |

### Mężczyźni
| Lp.   | Miejscowość | Data          | Konkurencja                              | 1. miejsce                                                                    | 2. miejsce                                                                      | 3. miejsce                                                                                     |
| ----- | ----------- | ------------- | ---------------------------------------- | ----------------------------------------------------------------------------- | ------------------------------------------------------------------------------- | ---------------------------------------------------------------------------------------------- |
| 1. PŚ | Montreal    | 21.10.2023    | 1500 m                                   | Hwang Dae-heon                                                                | Stijn Desmet                                                                    | Reinis Bērziņš                                                                                 |
| 1. PŚ | Montreal    | 21.10.2023    | 1000 m (1)                               | Park Ji-won                                                                   | Steven Dubois                                                                   | Pietro Sighel                                                                                  |
| 1. PŚ | Montreal    | 22.10.2023    | 500 m                                    | Liu Shaoang                                                                   | Félix Roussel                                                                   | Quentin Fercoq                                                                                 |
| 1. PŚ | Montreal    | 22.10.2023    | 1000 m (2)                               | Kim Gun-woo                                                                   | Luca Spechenhauser                                                              | William Dandjinou                                                                              |
| 1. PŚ | Montreal    | 22.10.2023    | 5000 m drużynowo                         | Kanada William Dandjinou · Pascal Dion · Steven Dubois · Jordan Pierre-Gilles | Korea Południowa Hwang Dae-heon · Jang Sung-woo · Kim Gun-woo · Park Ji-won     | Japonia Dan Iwasa · Yui Matsubayashi · Shogo Miyata · Kazuki Yoshinaga                         |
| 2. PŚ | Montreal    | 28.10.2023    | 1500 m (1)                               | William Dandjinou                                                             | Hwang Dae-heon                                                                  | Kim Gun-woo                                                                                    |
| 2. PŚ | Montreal    | 28.10.2023    | 500 m                                    | Jordan Pierre-Gilles                                                          | Liu Shaolin                                                                     | Lin Xiaojun                                                                                    |
| 2. PŚ | Montreal    | 29.10.2023    | 1500 m (2)                               | Kim Gun-woo                                                                   | Park Ji-won                                                                     | Steven Dubois                                                                                  |
| 2. PŚ | Montreal    | 29.10.2023    | 1000 m                                   | Jens van ’t Wout                                                              | Hwang Dae-heon                                                                  | Lee Jeong-min                                                                                  |
| 2. PŚ | Montreal    | 29.10.2023    | 5000 m drużynowo                         | Chiny Lin Xiaojun · Liu Shaoang · Liu Shaolin · Sun Long                      | Kanada William Dandjinou · Steven Dubois · Jordan Pierre-Gilles · Félix Roussel | Kazachstan Adil Galiachmietow · Dienis Nikisza · Jerkiebułan Szamuchanow · Miersajd Żaksybajew |
|       | Laval       | 04–05.11.2023 | 3. Mistrzostwa Czterech Kontynentów 2024 | 3. Mistrzostwa Czterech Kontynentów 2024                                      | 3. Mistrzostwa Czterech Kontynentów 2024                                        | 3. Mistrzostwa Czterech Kontynentów 2024                                                       |
| 3. PŚ | Pekin       | 09.12.2023    | 1500 m                                   | Kim Gun-woo                                                                   | Li Wenlong                                                                      | William Dandjinou                                                                              |
| 3. PŚ | Pekin       | 09.12.2023    | 500 m (1)                                | Jordan Pierre-Gilles                                                          | Quentin Fercoq                                                                  | Jens van ’t Wout                                                                               |
| 3. PŚ | Pekin       | 10.12.2023    | 1000 m                                   | Liu Shaoang                                                                   | Park Ji-won                                                                     | Jang Sung-woo                                                                                  |
| 3. PŚ | Pekin       | 10.12.2023    | 500 m (2)                                | Jordan Pierre-Gilles                                                          | Steven Dubois                                                                   | Sun Long                                                                                       |
| 3. PŚ | Pekin       | 10.12.2023    | 5000 m drużynowo                         | Kanada William Dandjinou · Pascal Dion · Steven Dubois · Jordan Pierre-Gilles | Korea Południowa Jang Sung-woo · Kim Gun-woo · Park Ji-won · Seo Yi-ra          | Chiny Liu Shaoang · Liu Shaolin · Ren Ziwei · Sun Long                                         |
| 4. PŚ | Seul        | 16.12.2023    | 1500 m (1)                               | Park Ji-won                                                                   | William Dandjinou                                                               | Félix Roussel                                                                                  |
| 4. PŚ | Seul        | 16.12.2023    | 1000 m                                   | Steven Dubois                                                                 | Hwang Dae-heon                                                                  | Pascal Dion                                                                                    |
| 4. PŚ | Seul        | 17.12.2023    | 1500 m (2)                               | William Dandjinou                                                             | Park Ji-won                                                                     | Steven Dubois                                                                                  |
| 4. PŚ | Seul        | 17.12.2023    | 500 m                                    | Liu Shaoang                                                                   | Seo Yi-ra                                                                       | Dienis Nikisza                                                                                 |
| 4. PŚ | Seul        | 17.12.2023    | 5000 m drużynowo                         | Chiny Li Wenlong · Liu Shaoang · Ren Ziwei · Sun Long                         | Holandia Teun Boer · Itzhak de Laat · Friso Emons · Kay Huisman                 | Belgia Stijn Desmet · Adriaan Dewagtere · Enzo Proost · Warre Van Damme                        |
|       | Gdańsk      | 12–14.01.2024 | 27. Mistrzostwa Europy 2024              | 27. Mistrzostwa Europy 2024                                                   | 27. Mistrzostwa Europy 2024                                                     | 27. Mistrzostwa Europy 2024                                                                    |
| 5. PŚ | Drezno      | 10.02.2024    | 1500 m                                   | William Dandjinou                                                             | Stijn Desmet                                                                    | Kim Gun-woo                                                                                    |
| 5. PŚ | Drezno      | 10.02.2024    | 1000 m (1)                               | Park Ji-won                                                                   | Félix Roussel                                                                   | Steven Dubois                                                                                  |
| 5. PŚ | Drezno      | 11.02.2024    | 500 m                                    | Félix Roussel                                                                 | Jordan Pierre-Gilles                                                            | Łukasz Kuczyński                                                                               |
| 5. PŚ | Drezno      | 11.02.2024    | 1000 m (2)                               | Park Ji-won                                                                   | Jang Sung-woo                                                                   | Adil Galiachmietow                                                                             |
| 5. PŚ | Drezno      | 11.02.2024    | 5000 m drużynowo                         | Korea Południowa Jang Sung-woo · Kim Gun-woo · Kim Tae-sung · Park Ji-won     | Japonia Kosei Hayashi · Shogo Miyata · Keita Watanabe · Kazuki Yoshinaga        | Węgry Balázs Bontovics · Márk Csizmadia · Péter Jászapáti · Dániel Tiborcz                     |
| 6. PŚ | Gdańsk      | 17.02.2024    | 1500 m                                   | Pascal Dion                                                                   | Jang Sung-woo                                                                   | Friso Emons                                                                                    |
| 6. PŚ | Gdańsk      | 17.02.2024    | 500 m (1)                                | Seo Yi-ra                                                                     | Steven Dubois                                                                   | Łukasz Kuczyński                                                                               |
| 6. PŚ | Gdańsk      | 18.02.2024    | 1000 m                                   | Park Ji-won                                                                   | Kim Gun-woo                                                                     | Kosei Hayashi                                                                                  |
| 6. PŚ | Gdańsk      | 18.02.2024    | 500 m (2)                                | Steven Dubois                                                                 | Dienis Nikisza                                                                  | Michał Niewiński                                                                               |
| 6. PŚ | Gdańsk      | 18.02.2024    | 5000 m drużynowo                         | Kanada Pascal Dion · Steven Dubois · Jordan Pierre-Gilles · Félix Roussel     | Korea Południowa Jang Sung-woo · Kim Gun-woo · Kim Tae-sung · Park Ji-won       | Japonia Kosei Hayashi · Shogo Miyata · Keita Watanabe · Hiroki Yokoyama                        |
|       | Rotterdam   | 15–17.03.2024 | 49. Mistrzostwa Świata 2024              | 49. Mistrzostwa Świata 2024                                                   | 49. Mistrzostwa Świata 2024                                                     | 49. Mistrzostwa Świata 2024                                                                    |

#### Klasyfikacje
| Lp. | Zawodnik             | Punkty |
| --- | -------------------- | ------ |
| 1.  | Park Ji-won          | 1071   |
| 2.  | Steven Dubois        | 1052   |
| 3.  | William Dandjinou    | 784    |
| 4.  | Kim Gun-woo          | 692    |
| 5.  | Félix Roussel        | 576    |
| 6.  | Jang Sung-woo        | 562    |
| 7.  | Jordan Pierre-Gilles | 558    |
| 8.  | Stijn Desmet         | 544    |
| 9.  | Pascal Dion          | 505    |
| 10. | Liu Shaoang          | 501    |

| Lp. | Państwo           | Punkty |
| --- | ----------------- | ------ |
| 1.  | Kanada            | 380    |
| 2.  | Korea Południowa  | 340    |
| 3.  | Chiny             | 330    |
| 4.  | Japonia           | 260    |
| 5.  | Holandia          | 226    |
| 6.  | Kazachstan        | 218    |
| 7.  | Belgia            | 210    |
| 8.  | Włochy            | 184    |
| 9.  | Węgry             | 174    |
| 10. | Stany Zjednoczone | 162    |

| Lp. | Zawodnik             | Punkty |
| --- | -------------------- | ------ |
| 1.  | Jordan Pierre-Gilles | 486    |
| 2.  | Steven Dubois        | 433    |
| 3.  | Félix Roussel        | 369    |
| 4.  | Dienis Nikisza       | 355    |
| 5.  | Seo Yi-ra            | 337    |
| 6.  | Liu Shaoang          | 310    |
| 7.  | Quentin Fercoq       | 241    |
| 8.  | Michał Niewiński     | 238    |
| 9.  | Teun Boer            | 235    |
| 10. | Łukasz Kuczyński     | 216    |

| Lp. | Zawodnik           | Punkty |
| --- | ------------------ | ------ |
| 1.  | Park Ji-won        | 625    |
| 2.  | Steven Dubois      | 399    |
| 3.  | Luca Spechenhauser | 309    |
| 4.  | Jang Sung-woo      | 305    |
| 5.  | William Dandjinou  | 284    |
| 6.  | Jens van ’t Wout   | 257    |
| 7.  | Roberts Krūzbergs  | 256    |
| 8.  | Kim Gun-woo        | 232    |
| 9.  | Liu Shaoang        | 191    |
| 10. | Pascal Dion        | 176    |

| Lp. | Zawodnik          | Punkty |
| --- | ----------------- | ------ |
| 1.  | William Dandjinou | 500    |
| 2.  | Kim Gun-woo       | 458    |
| 3.  | Park Ji-won       | 446    |
| 4.  | Pascal Dion       | 329    |
| 5.  | Stijn Desmet      | 315    |
| 6.  | Friso Emons       | 276    |
| 7.  | Itzhak de Laat    | 220    |
| 8.  | Steven Dubois     | 220    |
| 9.  | Niall Treacy      | 204    |
| 10. | Li Wenlong        | 204    |

### Konkurencje mieszane
| Lp.   | Miejscowość | Data          | Konkurencja                              | 1. miejsce                                                                                | 2. miejsce | 3. miejsce |
| ----- | ----------- | ------------- | ---------------------------------------- | ----------------------------------------------------------------------------------------- | --- | --- |
| 1. PŚ | Montreal    | 21.10.2023    | 2000 m drużynowo                         | Chiny Gong Li · Liu Shaoang · Liu Shaolin · Zang Yize                                     | Korea Południowa Kim Gil-li · Kim Gun-woo · Seo Yi-ra · Shim Suk-hee                                          | Włochy Chiara Betti · Thomas Nadalini · Arianna Sighel · Pietro Sighel                                                                                              |
| 2. PŚ | Montreal    | 28.10.2023    | 2000 m drużynowo                         | Chiny Gong Li · Lin Xiaojun · Sun Long · Wang Ye                                          | Holandia Kay Huisman · Selma Poutsma · Jens van ’t Wout · Xandra Velzeboer                                    | Włochy Thomas Nadalini · Arianna Sighel · Pietro Sighel · Martina Valcepina                                                                                         |
|       | Laval       | 04–05.11.2023 | 3. Mistrzostwa Czterech Kontynentów 2024 | 3. Mistrzostwa Czterech Kontynentów 2024                                                  | 3. Mistrzostwa Czterech Kontynentów 2024                                                                      | 3. Mistrzostwa Czterech Kontynentów 2024 |
| 3. PŚ | Pekin       | 09.12.2023    | 2000 m drużynowo                         | Holandia Teun Boer · Selma Poutsma · Jens van ’t Wout · Xandra Velzeboer                  | Chiny Fan Kexin · Gong Li · Lin Xiaojun · Sun Long                                                            | Stany Zjednoczone Andrew Heo · Marcus Howard · Kristen Santos-Griswold · Corinne Stoddard                                                                           |
| 4. PŚ | Seul        | 16.12.2023    | 2000 m drużynowo                         | Holandia Teun Boer · Kay Huisman · Selma Poutsma · Jens van ’t Wout · Xandra Velzeboer    | Włochy Chiara Betti · Gloria Ioriatti · Thomas Nadalini · Arianna Sighel · Pietro Sighel · Luca Spechenhauser | Korea Południowa Hwang Dae-heon · Kim Gil-li · Park Ji-won · Shim Suk-hee · Stany Zjednoczone Andrew Heo · Brandon Kim · Kristen Santos-Griswold · Corinne Stoddard |
|       | Gdańsk      | 12–14.01.2024 | 27. Mistrzostwa Europy 2024              | 27. Mistrzostwa Europy 2024                                                               | 27. Mistrzostwa Europy 2024                                                                                   | 27. Mistrzostwa Europy 2024 |
| 5. PŚ | Drezno      | 10.02.2024    | 2000 m drużynowo                         | Stany Zjednoczone Andrew Heo · Marcus Howard · Kristen Santos-Griswold · Corinne Stoddard | Holandia Teun Boer · Friso Emons · Selma Poutsma · Xandra Velzeboer                                           | Korea Południowa Kim Gil-li · Kim Gun-woo · Park Ji-won · Shim Suk-hee                                                                                              |
| 6. PŚ | Gdańsk      | 17.02.2024    | 2000 m drużynowo                         | Holandia Teun Boer · Kay Huisman · Selma Poutsma · Xandra Velzeboer                       | Korea Południowa Jang Sung-woo · Kim Gil-li · Kim Gun-woo · Shim Suk-hee                                      | Kanada Kim Boutin · Rikki Doak · Maxime Laoun · Jordan Pierre-Gilles                                                                                                |
|       | Rotterdam   | 15–17.03.2024 | 49. Mistrzostwa Świata 2024              | 49. Mistrzostwa Świata 2024                                                               | 49. Mistrzostwa Świata 2024                                                                                   | 49. Mistrzostwa Świata 2024 |

#### Klasyfikacja
| Lp. | Państwo           | Punkty |
| --- | ----------------- | ------ |
| 1.  | Holandia          | 380    |
| 2.  | Chiny             | 330    |
| 3.  | Korea Południowa  | 300    |
| 4.  | Stany Zjednoczone | 284    |
| 5.  | Włochy            | 280    |
| 6.  | Belgia            | 210    |
| 7.  | Kanada            | 200    |
| 8.  | Polska            | 172    |
| 9.  | Francja           | 158    |
| 10. | Japonia           | 132    |

## Wyniki reprezentantów Polski

### Indywidualne
Kobiety
| Zawodniczka | 500   | 500   | 500   | 500 | 500   | 500 | 500  | 500 |      | 1000 | 1000 | 1000  | 1000 | 1000  | 1000 | 1000  | 1000 |    | 1500 | 1500 | 1500 | 1500 | 1500 | 1500 | 1500 | 1500 |
| Oliwia Bobier | –     | –     | –     | –   | –     | –   | 33   | –   | –    | –    | –    | –     | –    | –     | –    | 35    | –    | –  | –    | –    | –    | –    | –    | –    |      |      |
| Anna Falkowska | –     | –     | –     | –   | –     | –   | –    | –   | –    | 28   | 32   | –     | –    | –     | –    | –     | 36   | 34 | –    | –    | –    | –    | –    | –    |      |      |
| Ada Majewska | –     | –     | –     | 25  | –     | –   | –    | –   | –    | –    | –    | –     | –    | –     | –    | –     | –    | –  | –    | 25   | 25   | 26   | –    | –    |      |      |
| Nikola Mazur | 10PEN | 20PEN | 20PEN | 15  | 10PEN | –   | –    | –   | 19   | –    | 34   | –     | 22   | 36DNS | –    | –     | –    | –  | –    | –    | –    | –    | –    | –    |      |      |
| Hanna Sokołowska | –     | –     | –     | –   | –     | –   | –    | –   | –    | –    | –    | –     | –    | –     | 32   | 28    | –    | –  | –    | –    | –    | –    | 27   | 31   |      |      |
| Kamila Stormowska | 18    | 4     | 18    | –   | 13    | 3   | 9PEN | –   | 5PEN | –    | 6    | 21PEN | 4    | 3     | –    | 10PEN | –    | –  | –    | –    | –    | –    | –    | –    |      |      |
| Gabriela Topolska | –     | 11    | 8     | –   | 29    | 11  | –    | 17  | –    | 22   | –    | 25    | 27   | 27    | –    | –     | 24   | –  | 23   | –    | –    | –    | –    | 21   |      |      |
| 1. 2. 3. Finał A Finał B Półfinał Ćwierćfinał Repasaż półfinałowy Repasaż ćwierćfinałowy Eliminacje Preeliminacje · DNF – Zawodniczka nie ukończyła biegu DNS – Zawodniczka nie pojawiła się na starcie biegu PEN – Zawodniczka otrzymała karę – Zawodniczka otrzymała żółtą kartkę |       |       |       |     |       |     |      |     |      |      |      |       |      |       |      |       |      |    |      |      |      |      |      |      |      |      |

Mężczyźni
| Zawodnik | 500  | 500 | 500   | 500   | 500   | 500 | 500  | 500 |    | 1000 | 1000 | 1000  | 1000  | 1000 | 1000  | 1000  | 1000 |    | 1500  | 1500  | 1500 | 1500 | 1500 | 1500  | 1500 | 1500 |
| Paweł Adamski | –    | –   | –     | –     | –     | –   | –    | –   | –  | –    | –    | 13    | –     | –    | 37    | 37    | –    | –  | –     | 40PEN | 31   | 37   | 28   | 34PEN |      |      |
| Łukasz Kuczyński | 12   | 14  | 12    | 13    | 18    | 3   | 3    | 13  | 36 | –    | 50   | –     | 17    | 23   | –     | –     | –    | –  | –     | –     | –    | –    | –    | –     |      |      |
| Mateusz Mikołajuk | –    | –   | –     | 37    | –     | –   | –    | –   | –  | 41   | –    | –     | –     | –    | –     | –     | 49   | 30 | 25    | 29    | 35   | 40   | –    | –     |      |      |
| Michał Niewiński | 8    | 17  | 47PEN | –     | 5PEN  | 51  | 9PEN | 3   | 8  | –    | –    | 24PEN | 27PEN | 4    | –     | –     | –    | –  | 14PEN | –     | –    | –    | –    | –     |      |      |
| Félix Pigeon | –    | –   | –     | –     | –     | –   | –    | –   | –  | 8    | 56   | –     | –     | –    | 53PEN | 7     | 18   | 13 | –     | –     | –    | –    | 25   | 6     |      |      |
| Diané Sellier | 4PEN | 16  | 11    | 44PEN | 52DNS | 28  | 14   | 9   | 5  | –    | 48   | –     | 53DNS | 12   | –     | –     | –    | –  | –     | –     | –    | –    | –    | –     |      |      |
| Neithan Thomas | –    | –   | –     | –     | –     | –   | –    | –   | –  | 33   | –    | 25PEN | –     | –    | 31    | 55DNS | 46   | 39 | 19    | 38    | 27   | 13   | 23   | 31    |      |      |
| 1. 2. 3. Finał A Finał B Półfinał Ćwierćfinał Repasaż półfinałowy Repasaż ćwierćfinałowy Eliminacje Preeliminacje · DNF – Zawodnik nie ukończył biegu DNS – Zawodnik nie pojawił się na starcie biegu PEN – Zawodnik otrzymał karę – Zawodnik otrzymał żółtą kartkę |      |     |       |       |       |     |      |     |    |      |      |       |       |      |       |       |      |    |       |       |      |      |      |       |      |      |

### Drużynowe
Kobiety / sztafety mieszane
| Zawodniczka | RL   | RL | RL | RL | RL | RL |      | MR    | MR | MR  | MR    | MR | MR |
| Polska | 8PEN | 9  | 3  | 5  | –  | 7  | 4PEN | 14PEN | 9  | 6   | 17DNF | 8  |    |
| Oliwia Bobier | –    | –  | –  | –  | –  | +  | –    | –     | –  | –   | –     | –  |    |
| Anna Falkowska | +    | +  | –  | –  | –  | –  | –    | –     | –  | –   | –     | –  |    |
| Ada Majewska | –    | –  | +  | +  | –  | –  | –    | –     | –  | –   | –     | –  |    |
| Nikola Mazur | +    | +  | +  | +  | –  | –  | +    | +     | +  | +   | +     | –  |    |
| Hanna Sokołowska | –    | –  | –  | –  | –  | +  | –    | –     | –  | –   | –     | –  |    |
| Kamila Stormowska | +    | +  | +  | +  | –  | +  | +    | +     | +  | (+) | +     | +  |    |
| Gabriela Topolska | +    | +  | +  | +  | –  | +  | –    | –     | –  | +   | –     | +  |    |
| 1. 2. 3. Finał A Finał B Półfinał Ćwierćfinał RL – sztafeta MR – sztafeta mieszana · DNF – Zawodniczki nie ukończyły biegu DNS – Zawodniczki nie pojawiły się na starcie biegu PEN – Zawodniczki otrzymały karę – Zawodniczki otrzymały żółtą kartkę |      |    |    |    |    |    |      |       |    |     |       |    |    |

Mężczyźni / sztafety mieszane
| Zawodnik | RL | RL | RL | RL | RL   | RL |      | MR    | MR | MR | MR    | MR  | MR |
| Polska | 10 | 10 | 10 | 10 | 5PEN | 9  | 4PEN | 14PEN | 9  | 6  | 17DNF | 8   |    |
| Paweł Adamski | –  | –  | –  | +  | –    | –  | –    | –     | –  | –  | –     | –   |    |
| Łukasz Kuczyński | +  | +  | +  | +  | +    | +  | –    | +     | +  | +  | –     | (+) |    |
| Michał Niewiński | +  | +  | +  | +  | +    | +  | (+)  | +     | +  | +  | +     | (+) |    |
| Félix Pigeon | +  | +  | –  | –  | +    | +  | +    | –     | –  | –  | –     | +   |    |
| Diané Sellier | +  | +  | +  | –  | +    | +  | +    | –     | –  | –  | +     | +   |    |
| Neithan Thomas | –  | –  | +  | +  | –    | –  | –    | –     | –  | –  | –     | –   |    |
| 1. 2. 3. Finał A Finał B Półfinał Ćwierćfinał RL – sztafeta MR – sztafeta mieszana · DNF – Zawodnicy nie ukończyli biegu DNS – Zawodnicy nie pojawili się na starcie biegu PEN – Zawodnicy otrzymali karę – Zawodnicy otrzymali żółtą kartkę |    |    |    |    |      |    |      |       |    |    |       |     |    |